# Zou Yuchen
Zou Yuchen (鄒雨宸T, 邹雨宸S, Zōu YǔchénP; Anshan, 5 luglio 1996) è un cestista cinese.
Zou ha la particolarità di essere stato il più giovane giocatore di pallacanestro alle Olimpiadi di Rio 2016, soffiando il record al lituano Domantas Sabonis per 63 giorni.